# Donji Tovarnik
Donji Tovarnik (en serbe cyrillique : Доњи Товарник) est un village de Serbie situé dans la province autonome de Voïvodine. Il fait partie de la municipalité de Pećinci dans le district de Syrmie (Srem). Au recensement de 2011, il comptait 977 habitants.

## Démographie

### Évolution historique de la population
| 1948 | 1953 | 1961  | 1971  | 1981  | 1991  | 2002  | 2011 |
| ---- | ---- | ----- | ----- | ----- | ----- | ----- | ---- |
| 804  | 847  | 1 045 | 1 099 | 1 034 | 1 076 | 1 016 | 977  |

|  |

## Tourisme
L'ancienne église de Donji Tovarnik a été détruite pendant la Seconde Guerre mondiale en 1943. La nouvelle église, dédiée aux apôtres Pierre et Paul, date de 1971 et est caractéristique du style néo-byzantin. Six icônes et plusieurs livres religieux, imprimés en Russie aux XVIIIe et XIXe siècles, ont été préservés de l'ancien édifice.